# Уатуско
Уату́ско (исп. Huatusco) — муниципалитет в Мексике, штат Веракрус, расположен в Горном регионе. Административный центр — город Уатуско-де-Чикуэльяр. Муниципалитет Уатуско является основным производителем кофе в штате Веракрус.